# Stefan Bayer
Stefan Bayer (* 23. November 1968 in Sindelfingen) ist ein deutscher Ökonom.

## Leben
Bayer studierte Volkswirtschaftslehre, Mathematik und Informatik an der Eberhard Karls Universität Tübingen (Diplom-Volkswirt 1995). Danach war er wissenschaftlicher Mitarbeiter am Lehrstuhl für Finanzwissenschaft und Umweltpolitik (Professur Dieter Cansier). 2000 wurde er zum Dr. rer. pol. (summa cum laude) promoviert und mit dem Universitätspreis der Universität Tübingen ausgezeichnet.
Von 2000 bis 2004 war er wissenschaftlicher Assistent. 2003 erhielt er eine Gastprofessur an der Fundação Getulio Vargas in Rio de Janeiro. 2006 vertrat er den Lehrstuhl für Volkswirtschaftslehre, insbesondere Finanzwissenschaft an der Universität der Bundeswehr Hamburg. 2007 habilitierte er sich und erhielt die Venia legendi.
Von 2007 bis 2012 war er Privatdozent an der Wirtschaftswissenschaftlichen Fakultät in Tübingen. 2012 habilitierte er sich um und wurde Privatdozent für Volkswirtschaftslehre an der Wirtschafts- und Sozialwissenschaftlichen Fakultät in Hamburg. Seit 2014 ist er Professor für Volkswirtschaftslehre. Überdies ist er seit 2004 Dozent für Militär und Ökonomie (bzw. Ökologie) am Fachbereich Sozialwissenschaften bzw. Human- und Sozialwissenschaften an der Führungsakademie der Bundeswehr in Hamburg. 
Er ist verheiratet und Vater von zwei Kindern.

## Schriften (Auswahl)
- Intergenerationelle Diskontierung am Beispiel des Klimaschutzes (= Hochschulschriften. Bd. 62). Metropolis-Verlag, Marburg 2000, ISBN 3-89518-274-5.
- mit Dieter Cansier: Einführung in die Finanzwissenschaft. Grundfunktionen des Fiskus. Oldenbourg, München u. a. 2003, ISBN 3-486-27288-8.
- mit Volker Stümke (Hrsg.): Mensch. Anthropologie in sozialwissenschaftlichen Perspektiven (= Sozialwissenschaftliche Schriften. H. 44). Duncker & Humblot, Berlin 2008, ISBN 978-3-428-12695-8.
- mit Klaus W. Zimmermann (Hrsg.): Die Ordnung von Reformen und die Reform von Ordnungen. Facetten politischer Ökonomie. Metropolis-Verlag, Marburg 2008, ISBN 978-3-89518-667-7.
- mit Matthias Gillner (Hrsg.): Soldaten im Einsatz. Sozialwissenschaftliche und ethische Reflexionen (= Sozialwissenschaftliche Schriften. H. 49). Duncker & Humblot, Berlin 2011, ISBN 978-3-428-13646-9.